# Домик Петра I (Нидерланды)
Домик Петра I — подлинная историческая деревянная постройка 1632 года, находящаяся внутри современного здания музея в городе Зандаме (муниципалитет Занстад, Нидерланды). В этом домике русский царь Пётр I жил в 1697 году, во время пребывания в Голландии с Великим посольством. В XIX веке вокруг домика был сооружен каменный футляр. Поблизости от музея «Домик царя Петра» находился памятник Петру I, который на 300-летие Санкт-Петербурга был подарен городу и установлен на английской набережной.

## История
Пётр прибыл в Зандам в воскресенье, 18 августа 1697 года (по старому стилю). Он приехал в Голландию среди 35 добровольцев, направлявшихся сюда вместе с Великим посольством, под именем урядника Преображенского полка Петра Михайлова.
В Зандаме царь поселился в домике на улице Кримп, в котором проживал Геррит Кист, морской кузнец, ранее работавший в России и встречавшийся с Петром на верфях в Архангельске. С 19 августа Петр начинает работать на одной из корабельных верфей. В свободное от работы время он осматривал фабрики, мельницы и мастерские в Заанском районе. Бывал у местных жителей, особенно в семьях, члены которых работали в России. Появление иноземцев в Зандаме, явление для того времени необычное, привлекало любопытных. А слухи о том, что в Зандаме находится русский царь, привели к тому, что в посёлок стали приезжать люди со всей страны. Инкогнито Петра было быстро нарушено, и назойливые зрители сделали его проживание в Зандаме невыносимым. Поэтому 25 августа Пётр уходит из Зандама в Амстердам на купленном им здесь буере. До Амстердама он дошел по Заану под парусом за три часа.
Впоследствии Пётр неоднократно возвращался в Зандам, но никогда не оставался здесь более чем на один день.
Маленький домик в Зандаме, в котором Пётр I жил одну неделю в августе 1697 года, был сохранен и превращен в музей. Он приобрёл статус исторического объекта уже в середине XVIII века и принадлежал королевской семье Нидерландов.
3 июля 1814 года император Александр I посетил Зандам и Домик Петра I, где возложил на камин мраморную доску с надписью «Petro Magno. Alexander».
В 1816 году дочь императора Павла I Анна Павловна Романова стала супругой принца, а затем короля Нидерландов Вильгельма II Оранского. По случаю рождения их второго сына, Александра, в 1818 году Домик Петра был подарен ей королём Нидерландов Вильгельмом I. По приказанию Анны Павловны для ветхого строения был построен каменный футляр по образцу сооруженного императрицей Екатериной II покрытия для Домика Петра в Санкт-Петербурге.

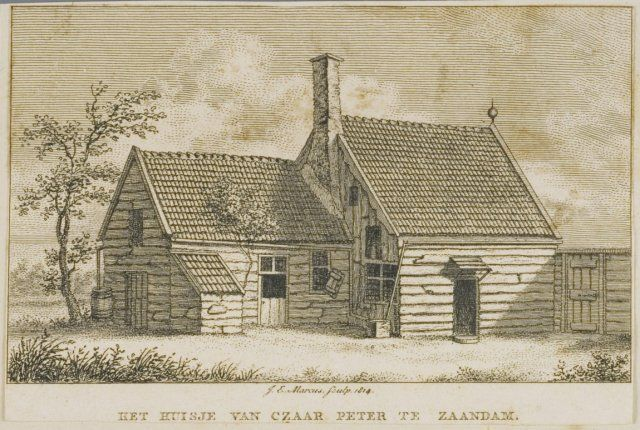
Изображение домика в 1814 году

Весной 1839 года Гаагу посетил наследник российского престола великий князь Александр Николаевич. Вместе со вторым сыном Анны Павловны, тоже Александром, они побывали в Зандаме в Домике Петра I. Это событие запечатлено на картине «Посещение русским царем Александром II Домика царя Петра 17 апреля 1839 г.», которая хранится в помещении домика. Сопровождавший великого князя Александра, его воспитатель Василий Жуковский, увидев избушку Петра, сочинил патриотический экспромт: Над бедной хижиною сей витают Ангелы святые: Великий князь благоговей! Здесь колыбель империи твоей, здесь родилась великая Россия!
В записках А. О. Смирновой-Россет (вероятная фальсификация её дочери) утверждается, что Александр Пушкин хотел стать дворником у домика Петра в Голландии. В разговоре с императором Николаем I, Государь сказал Пушкину: «Мне бы хотелось, чтобы король Нидерландский отдал мне домик Петра Великого в Саардаме». — Пушкин ответил: «Государь, в таком случае я попрошу Ваше Величество назначить меня в дворники». Государь рассмеялся и сказал: «Я согласен, а покамест назначаю тебя его историком и даю позволение работать в тайных архивах»..
Впоследствии строение переходило от одного члена нидерландской королевской фамилии к другому. В 1886 году сын Анны Павловны король Нидерландов Виллем III подарил Домик царя Петра российскому царю Александру III. По указанию Александра III, были установлены балки, поддерживающие деревянные стены домика. Позднее Николай II распорядился построить для домика большой павильон в виде прочных кирпичных стен с крышей. Дом находился в собственности царского двора вплоть до революции 1917 года.

## Музеефикация

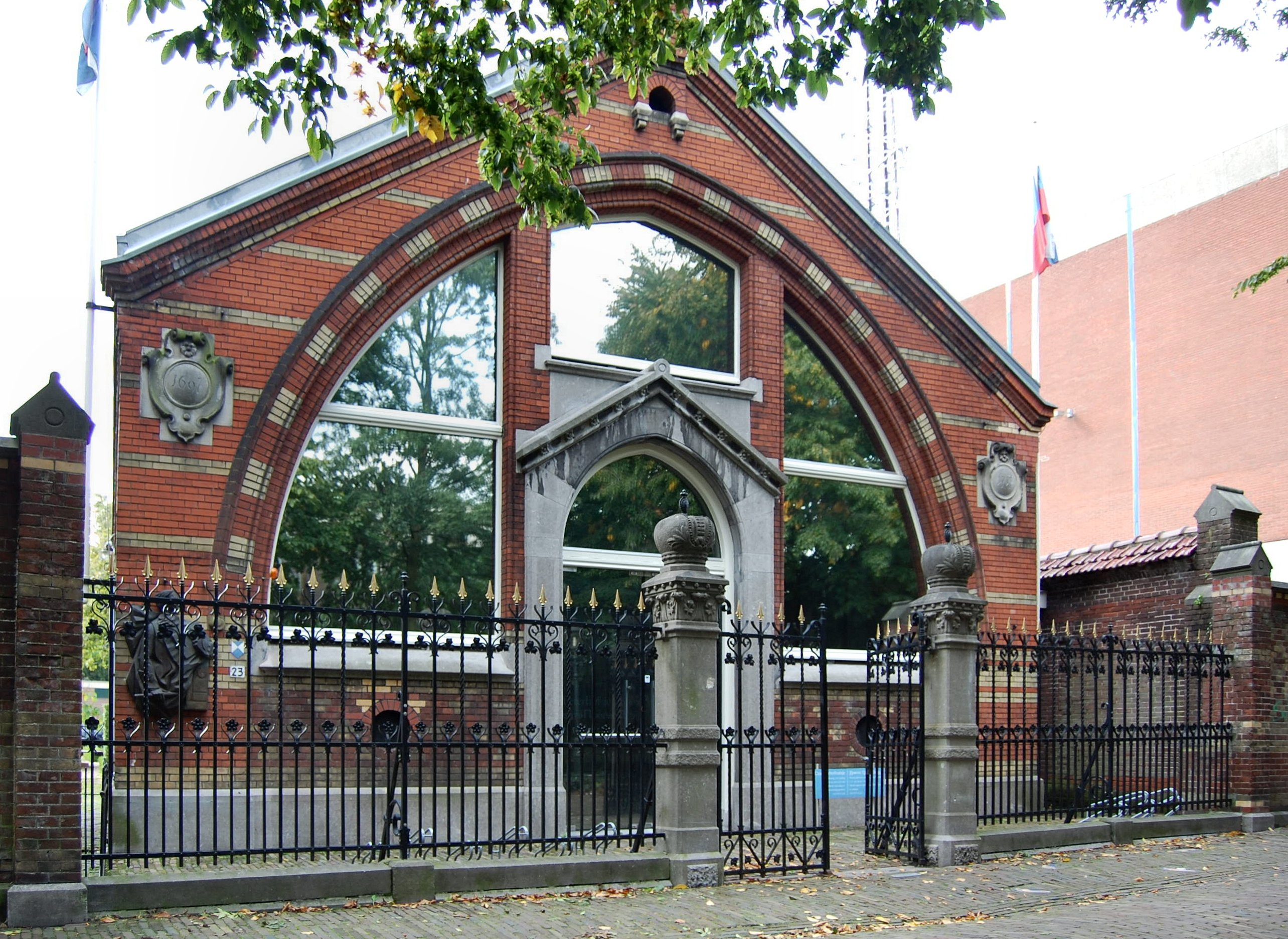
Павильон, в котором находится домик

С 1921 года Пустошкин, секретарь бывшей царской миссии в Гааге, взял на себя заведование музеем. Он выступал от имени наследников Романовых. После официального отказа в 1948 году двух наследников Романовых от прав на домик он снова перешел во владение Нидерландского государства и по сей день функционирует в качестве музея.
2 ноября 2005 года в Домике Петра побывал второй президент России В. В. Путин.
В 2012—2013 годах была проведена масштабная реставрация домика, в результате которой был изготовлен новый фундамент, обеспечивающий более надежную защиту от воды, обновлена укрепляющая стальная конструкция, отремонтированы стены и садовая ограда. По обнаруженным уникальным чертежам каменному павильону возвращен первоначальный вид. Также была восстановлена кровля — уникальная разработка архитектора Салма. Восстановлены оригинальные фасады и первоначальный цвет: вместо голубого теперь преобладают охристые и красно-коричневые тона.
В 2013 году полноразмерный макет домика был подарен России правительством Нидерландов в рамках проведения перекрёстного года российско-нидерландского сотрудничества. После чего началось его возведение на территории московского музея-заповедника «Коломенское» силами 101-го инженерного батальона города Везепа вооружённых сил Голландии.
Домик Петра изнутри и частично снаружи расписан именами-фамилиями посетителей, среди которых можно обнаружить подпись Михаила Кутузова, потомка и тезку великого маршала, а также предположительно автограф Наполеона Бонапарта.